# Architekturforum Zürich
Das Architekturforum Zürich im Industriequartier in Zürich ist ein Architekturmuseum. Es wurde 1987 gegründet und will nach eigenen Angaben zeigen, diskutieren und erforschen, wie Architektur und Stadtentwicklung das Leben der Menschen prägen.

## Geschichte
Am 19. Februar 1987 wurde das Architekturforum Zürich am Neumarkt 15 von Architekten, u. a. Fritz Schwarz, und Architekturvermittlern gegründet und hat heute mehr als 800 Mitglieder. Es ist Treffpunkt für Architekten und Architekturinteressierte und Ort der Bühne, Kanzel, Hörsaal, Ausstellungsraum, Veranstaltungsraum und Auseinandersetzung mit aktuellen Positionen zur Architektur und zum Städtebau, der Bestandteil des kulturellen Angebots ist.

## Leitung
- seit 2014: Claudia Nussbaumer

## Standorte
- 1987–2006: Neumarkt 15, Zürich-Altstadt (ausgebaut von Fritz Schwarz)
- 2006–2019: Brauerstrasse 16, Zürich-Kasernenareal (umgebaut von Miller & Maranta)
- Seit 2021: Zollstrasse 115, Zürich-Industriequartier

## Ausstellungen (Auswahl)
- 1987: Projekte 1976–1986. Kreis Schaad Schaad Architekten
- 1987: Positionen. Max Dudler
- 1989: Kaserne wohin. Kreis Schaad Schaad Architekten
- 1989: Bauten und Projekte. Karljosef Schattner
- 2008: Was wird sein? – Gedanken zur Architektur der Zukunft. Raphael Zuber, Frei+Saarinen, Fawad Kazi[4]
- 2009: Schalenkonstruktionen. Ulrich Müther[5]
- 2010: Langstrasse verlängern! Lütjens Padmanabhan
- 2013: Design+Design. Alfred Altherr
- 2014: The Rendering Eye. Regula Bochsler[6]
- 2017: Inventur. Adolf Krischanitz

## Vorträge (Auswahl)
- 2013: Penzel Valier[7]